# Marcus Actorius Naso
Marcus Actorius Naso war ein im 1. Jahrhundert v. Chr. lebender römischer Geschichtsschreiber.
Actorius Naso war ein Zeitgenosse des Diktators Gaius Iulius Caesar, über den bzw. über dessen Ära er ein vom kaiserzeitlichen Biographen Sueton erwähntes, aber nicht erhaltenes historisches Werk schrieb. Es hatte anscheinend eine anticaesarische Tendenz. Unter anderem behauptete Actorius Naso, dass Caesar mit Gnaeus Calpurnius Piso in den 60er Jahren v. Chr. eine Revolte geplant hätte, die wegen Pisos Tod gescheitert sei. Sueton unterscheidet diesen angeblichen Aufstandsversuch von der Ende 66/Anfang 65 v. Chr. erfolgten sog. Ersten Catilinarischen Verschwörung, während Sallust beide Komplotte als identisch betrachtet. Im Geschichtswerk des Actorius Naso war ferner erwähnt, dass Caesar eine Affäre mit der mauretanischen Königin Eunoë angefangen habe.